# 歌川直政
歌川 直政（うたがわ なおまさ、生没年不詳）とは、江戸時代の浮世絵師。

## 来歴
歌川国直の門人。歌川の画姓を称し一容斎、容斎、一揚斎と号す。作画期は天保から安政の頃にかけてで、合巻の挿絵などを描いている。

## 作品
- 『男達吾嬬花川戸』　合巻　※鈍亭魯文作、安政4年（1857年）刊行
- 『横浜大津ゑぶし』　※表紙、裏表紙絵
- 「鎮西八郎為朝」　大判錦絵
- 「和田三男朝日奈」　大判錦絵　フェレンツ・ホップ東洋美術館所蔵　※天保 - 弘化頃